# Taglia corto!
Taglia corto! è un cortometraggio diretto da Pierfrancesco Campanella nel 2007, con Elisabetta Rocchetti, Cosimo Fusco e Manuel Oliverio.

## Trama
La storia è stata ispirata da un caso di cronaca nera, quello di "Jack Lametta", lo sfregiatore romano di ignari passanti. Roma è terrorizzata infatti da un uomo sconosciuto che sfregia i volti di ignari passanti per la strada. La storia si sviluppa descrivendo un triangolo amoroso tra un ambiguo criminologo, una giovane studentessa sua amante e il geloso fidanzato di lei, cui si aggiunge la misteriosa figura di un clochard guardone. Uno di loro è il maniaco.

## Produzione
Per la prima volta sullo schermo appare Emy Bergamo in seguito divenuta showgirl del Bagaglino. L'opera è stata realizzata col sostegno del Ministero per i Beni e le Attività Culturali.

## Distribuzione
Il corto è stato presentato in anteprima per la stampa nel corso di una serata di gala presso la Sala Kodak della Casa del cinema di Roma. Nel 2007 ha partecipato al Busto Arsizio Film Festival ed è stato proiettato al Festival del cinema di Salerno.

## Riconoscimenti
- 2007 - La 25ma ora
  - Finalista
- 2007 - Festa internazionale del cortometraggio
  - Miglior corto horror
- 2007 - Rassegna Euro Mediterranea
  - Miglior cortometraggio dell’anno